# NGC 2616
NGC 2616 est une vaste galaxie lenticulaire relativement éloignée et située dans la constellation de l'Hydre. NGC 2616 a été découverte par l'astronome américain Lewis Swift en 1886.

## Caractéristiques
Sa vitesse par rapport au fond diffus cosmologique est de 9 619 ± 47 km/s, ce qui correspond à une distance de Hubble de 142 ± 10 Mpc (∼463 millions d'al).
À ce jour, une mesure non basée sur le décalage vers le rouge (redshift) donne une distance d'environ 105,500 Mpc (∼344 millions d'al). Cette valeur est à l'extérieur mais compatible avec les valeurs de la distance de Hubble. Notons cependant que c'est avec la valeur moyenne des mesures indépendantes, lorsqu'elles existent, que la base de données NASA/IPAC calcule le diamètre d'une galaxie et qu'en conséquence le diamètre de NGC 2616 pourrait être d'environ 65,1 kpc (∼212 000 al) si on utilisait la distance de Hubble pour le calculer.